# معبد جوبيتر الدمشقي
معبد جوبيتر الدمشقي هو معبد روماني قديم في مدينة دمشق القديمة بسوريا. بُني في العهد الروماني أبتداءً من حكم أغسطس قيصر وانتهي في حكم قنسطانطيوس الثاني، لم يبق منه للمعاينة إلا بضعة أعمدة قبالة باب الجامع الأموي وجزء من سور المعبد في الزقاق الخلفي للجامع، وجزء كبير منه (قدس الأقداس) كان في مكان جامع بني أمية الكبير، وتتناثر أجزاء من آثار هذا المعبد داخل بيوت ومحلات وخانات المدينة القديمة المحيطة بالجامع الأموي ويتم منذ العام 2006 الكشف عن آثار تتبع المعبد في المنطقة المقابلة لباب الجامع الأموي القبلي.

## التاريخ

### معبد هدد رامان الآرامي
كانت دمشق عاصمة الدولة الآرامية آرام دمشق خلال العصر الحديدي، واتبع الآراميون في غرب سوريا عبادة هدد رامان، إله العواصف الرعدية والمطر، وأقاموا معبدًا مخصصًا له في موقع الجامع الأموي الحالي، من غير المعروف بالضبط كيف كان شكل المعبد، لكن يُعتقد أنه اتبع الشكل المعماري السامي الكنعاني التقليدي، الذي يشبه معبد القدس، بقي حجر واحد من المعبد الآرامي يعود إلى حكم الملك حزئيل، وهو معروض حالياً في المتحف الوطني بدمشق.

### معبد جوبيتر الروماني
استمر معبد هدد رامان في أداء دور مركزي في المدينة، وعندما غزا الرومان دمشق عام 64 قبل الميلاد، قاموا بدمج الهدد مع إله الرعد الخاص بهم، جوبيتر. وهكذا، انخرطوا في مشروع لإعادة تشكيل وتوسيع المعبد تحت إشراف المهندس المعماري المولود في دمشق أبولودوروس، الذي ابتكر ونفذ التصميم الجديد. أثار تناسق وأبعاد معبد جوبيتر اليوناني الروماني الجديد إعجاب السكان المحليين، كان هناك برج واحد في كل زاوية من زوايا الفناء الأربعة. التي استخدمت لإجراء طقوس تتماشى مع التقاليد الدينية السامية القديمة حيث كانت تقدم التضحيات على الأماكن المرتفعة.

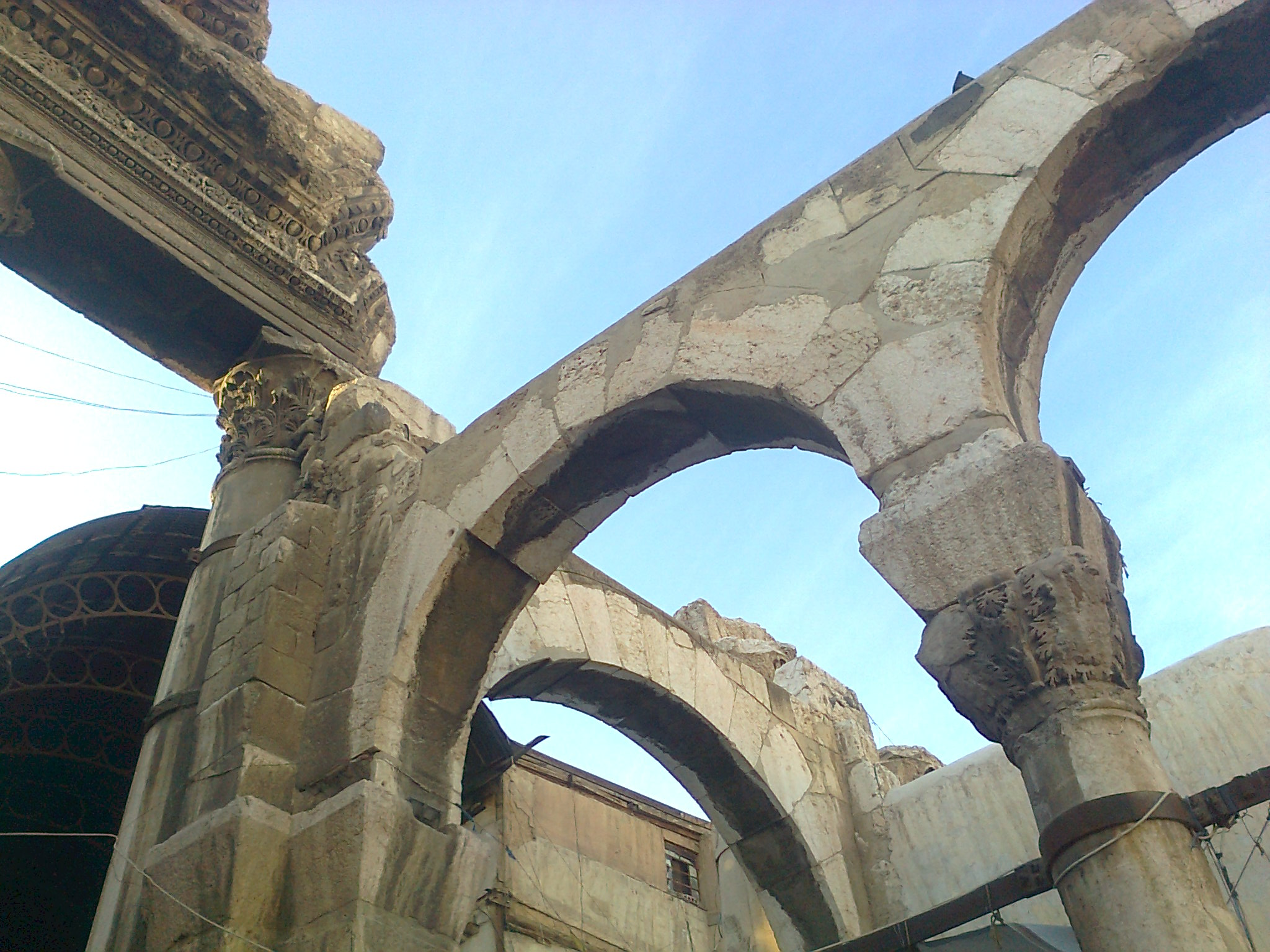
من أقواس معبد جوبيتير بسوق الحمدية وسط دمشق

ويشير حجمه الكبير إلى أن التسلسل الهرمي الديني للمعبد، الذي رعاه الرومان، كان له تأثير كبير على شؤون المدينة. وكان الهدف من المعبد الروماني، الذي أصبح فيما بعد مركزًا لعبادة جوبيتر، أن يكون بمثابة رد فعل على المعبد اليهودي في القدس. وبدلًا من أن يكون مخصصًا لإله واحد، جمع المعبد الروماني كل الآلهة التابعة للسماء والتي كانت تُعبد في المنطقة مثل هدد وبعل شمين وذو الشرى، في زيوس "النجم السماوي الأعلى". حصل معبد جوبيتر على المزيد من الإضافات خلال الفترة المبكرة من الحكم الروماني للمدينة، والتي بدأها في الغالب كبار الكهنة الذين جمعوا الاموال من المواطنين الأثرياء في دمشق. يُعتقد أن الفناء الداخلي، أو تيمينوس [الإنجليزية]، قد اكتمل بعد وقت قصير من نهاية عهد أغسطس في عام 14 م. حيث كان محاطًا بفناء خارجي، أو  بيريبولوس [الإنجليزية] يتضمن سوقًا، والذي بُني على مراحل حسب ما تسمح به الأموال، وانتهى منه في منتصف القرن الأول الميلادي. في ذلك الوقت بُنيت البوابة الشرقية أو البروبيلايوم [الإنجليزية] لأول مرة. ووسعت البوابة الرئيسية لاحقًا في عهد سيبتيموس سيفيروس (حكم من 193 إلى 211 م).
بحلول القرن الرابع الميلادي، أصبح المعبد مشهورًا بشكل خاص بحجمه وجماله. وفُصِل عن المدينة بمجموعتين من الجدران. كان الجدار الأول الأوسع يمتد على مساحة واسعة تضم سوقًا، بينما كان الجدار الثاني يحيط بالحرم. وكان أكبر معبد في سوريا الرومانية.

### التاريخ اللاحق
أثناء اضطهاد الوثنيين في أواخر الإمبراطورية الرومانية، حوّل ثيودوسيوس الأول المعبد إلى كنيسة مخصصة ليوحنا المعمدان. وبعد الفتح الإسلامي لدمشق عام 635م، حوّله الوليد بن عبد الملك إلى الجامع الأموي.

## علم الآثار والتفسير
نشر ريتشارد بوكوك [الإنجليزية] خريطة المعبد في عام 1745 في عمله 
. وفي عام 1855، نشر القس جوسياس بورتر [الإنجليزية] خريطة تُظهر 40 عمودًا أو شظايا أعمدة باقية بين بيوت ومحلات وخانات المدينة القديمة المحيطة بالجامع الأموي. في عام 1921، قام وولزنغر وواتزنغر بوضع خريطة تظهر قياس البيريبولوس [الإنجليزية] للمعبد 350 م × 450 م.

## فهرس
- Burns، Ross (2005)، Damascus: A History، London: Routledge، ISBN:0-415-27105-3، مؤرشف من الأصل في 2020-04-08.
- Bowersock، Glen Warren؛ Brown، Peter Lamont (2001). Interpreting late antiquity: essays on the postclassical world. Harvard University Press. ISBN:0-674-00598-8. مؤرشف من الأصل في 2020-04-08.
- Finegan، Jack (1981). The archeology of the New Testament:the Mediterranean world of the early Christian Apostles. Taylor & Francis. مؤرشف من الأصل في 2020-04-08.
- Calcani، Giuliana؛ Abdulkarim، Maamoun (2003). Apollodorus of Damascus and Trajan's Column: from tradition to project. L'Erma di Bretschneider. ISBN:88-8265-233-5. مؤرشف من الأصل في 2020-04-08.